# ジャスティン・エイラーズ
ジャスティン・エイラーズ（Justin Eilers、1978年6月28日 - 2008年12月26日）は、アメリカ合衆国の男性総合格闘家。アイダホ州ボイシ出身。ミレティッチ・マーシャルアーツ・センター所属。元IFC世界ヘビー級王者。

## 来歴
少年時代からアメリカンフットボールをしていたほか、中高時代はレスリングも学んでいた。アイオワ州立大学でプレーしていたが肩の怪我をし、ジェンス・パルヴァーの勧めで本格的に総合格闘技の練習を始めた。
2002年11月23日、ダン・スバーン戦でプロ総合格闘技デビュー。判定負け。

### UFC
2004年8月21日、UFC初参戦となったUFC 49でフットボール時代の後輩マイク・カイルと対戦し、左フックでKO勝ちを収めた。
2005年2月5日、UFC 51でポール・ブエンテロと対戦し、KO負けを喫した。6月4日にはアンドレイ・アルロフスキーの持つヘビー級暫定王座に挑戦し、1ラウンドTKO負けを喫し王座獲得に失敗した。
2006年2月4日、UFC 57でブランドン・ヴェラと対戦し、KO負け。3連敗となりUFCからリリースされた。

### UFCリリース後
2007年3月9日、Art of War 1のIFAヘビー級王座決定戦でペドロ・ヒーゾと対戦し、0-3の判定負けを喫し王座獲得に失敗した。
2008年7月26日、初代EliteXC世界ヘビー級王座決定戦でアントニオ・シウバと対戦し、2ラウンドTKO負けを喫し王座獲得に失敗した。
2008年12月26日、アイダホ州の知人宅での口論がきっかけとなって、母の知人である男性に銃で撃たれ死亡した。

## 戦績
| 総合格闘技 戦績 | 総合格闘技 戦績 | 総合格闘技 戦績 | 総合格闘技 戦績 | 総合格闘技 戦績 | 総合格闘技 戦績 | 総合格闘技 戦績 |
| --------------- | --------------- | --------------- | --------------- | --------------- | --------------- | --------------- |
| 27 試合         | (T)KO           | 一本            | 判定            | その他          | 引き分け        | 無効試合        |
| 19 勝           | 12              | 6               | 1               | 0               | 1               | 0               |
| 7 敗            | 4               | 0               | 3               | 0               | 1               | 0               |

| 勝敗 | 対戦相手                     | 試合結果                         | 大会名                                                         | 開催年月日     |
| ×    | アントニオ・シウバ           | 2R 0:19 TKO（パウンド）          | EliteXC: Unfinished Business 【EliteXC世界ヘビー級王座決定戦】 | 2008年7月26日  |
| ○    | ウェイド・シップ             | 4R 3:50 TKO（パンチ連打）        | IFC: Caged Combat 【IFC世界ヘビー級王座決定戦】                | 2008年4月26日  |
| ○    | マット・トンプソン           | 5分3R終了 判定3-0                | HDNet Fights: Initiation Night                                 | 2007年10月13日 |
| ○    | スコット・ヒュー             | 1R 4:11 TKO（パンチ連打）        | Fight Sport Global: Coliseum Carnage                           | 2007年4月8日   |
| ×    | ペドロ・ヒーゾ               | 5分3R終了 判定0-3                | Art of War 1 【IFAヘビー級王座決定戦】                         | 2007年3月9日   |
| ○    | キム・ジフン                 | 1R 2:10 ギブアップ（打撃）       | World Best Fighter: USA vs. Asia                               | 2007年2月3日   |
| ○    | ジョン・ディクソン           | 2R 0:56 ギブアップ（パンチ連打） | Beatdown in Bakersfield                                        | 2006年11月17日 |
| ○    | ジョシュ・ダイクマン         | 1R 2:29 TKO（パウンド）          | WEC 24: Full Force 【WEC北米ヘビー級タイトルマッチ】           | 2006年10月12日 |
| ○    | ウェイド・ハミルトン         | 1R 2:37 ギブアップ（パンチ連打） | Rocky Mountain Nationals: Demolition                           | 2006年9月16日  |
| ○    | ロッキー・バタスティーニ     | 1R 2:32 ギブアップ（パンチ連打） | Xtreme Fight Series 1                                          | 2006年7月15日  |
| ○    | ジミー・アンブリッツ         | 1R終了時 TKO（ドクターストップ） | WEC 21: Tapout 【WEC北米ヘビー級王座決定戦】                   | 2006年6月15日  |
| ○    | シャーマン・ペンダーガースト | 2R 4:34 KO（パンチ連打）         | Combat in the Cage 2                                           | 2006年5月20日  |
| ×    | ブランドン・ヴェラ           | 1R 1:25 KO（膝蹴り）             | UFC 57: Liddell vs. Couture 3                                  | 2006年2月4日   |
| ×    | アンドレイ・アルロフスキー   | 1R 4:10 TKO（パウンド）          | UFC 53: Heavy Hitters 【UFC世界ヘビー級暫定タイトルマッチ】    | 2005年6月4日   |
| ×    | ポール・ブエンテロ           | 1R 3:34 KO（右ストレート）       | UFC 51: Super Saturday                                         | 2005年2月5日   |
| ○    | マイク・カイル               | 1R 1:14 KO（左フック）           | UFC 49: Unfinished Business                                    | 2004年8月21日  |
| ○    | ミハイル・ボグダノフ         | 1R終了時 TKO（タオル投入）       | Euphoria: Russia vs. USA                                       | 2004年3月13日  |
| ○    | ヴィンス・ルセロ             | 1R TKO（負傷）                   | SuperBrawl 33                                                  | 2004年2月7日   |
| ○    | ロッキー・バタスティーニ     | 1R 2:35 TKO（パンチ連打）        | IFC: Battleground Tahoe 【IFC Battlegroundヘビー級王座決定戦】 | 2004年1月31日  |
| ○    | ゲーリー・マーシャル         | 1R 4:25 TKO（打撃）              | IFC: Battleground Boise 【IFC全米ヘビー級王座決定戦】          | 2003年10月25日 |
| ○    | ブライアン・シェパード       | 1R終了時 TKO（負傷）             | Cage Fighting Monterrey: Octogono Extremo                      | 2003年9月27日  |
| ×    | ウェズリー・コレイラ         | 5分3R終了 判定1-2                | SuperBrawl 30: Collision Course                                | 2003年6月13日  |
| △    | ジェイソン・ブリルズ         | 5分3R終了 引き分け               | VFC 4: Wildcard                                                | 2003年4月19日  |
| ○    | ジョナサン・アイヴィー       | 1R 2:05 ギブアップ（打撃）       | Iowa Challenge 9                                               | 2003年4月5日   |
| ○    | セス・ピーターズ             | 1R ギブアップ（パンチ連打）      | Iowa Challenge 8                                               | 2003年1月11日  |
| ○    | ジェフ・ジャーリック         | 1R 2:56 KO                       | Extreme Challenge: MMA Nationals 2002                          | 2002年12月14日 |
| ×    | ダン・スバーン               | 5分3R終了 判定0-3                | VFC 3: Total Chaos                                             | 2002年11月23日 |

## 獲得タイトル
- IFC全米ヘビー級王座（2003年）
- IFC Battlegroundヘビー級王座（2004年）
- 第2代WEC北米ヘビー級王座（2006年）
- 第3代IFC世界ヘビー級王座（2008年）